# Архиепархия Марианы

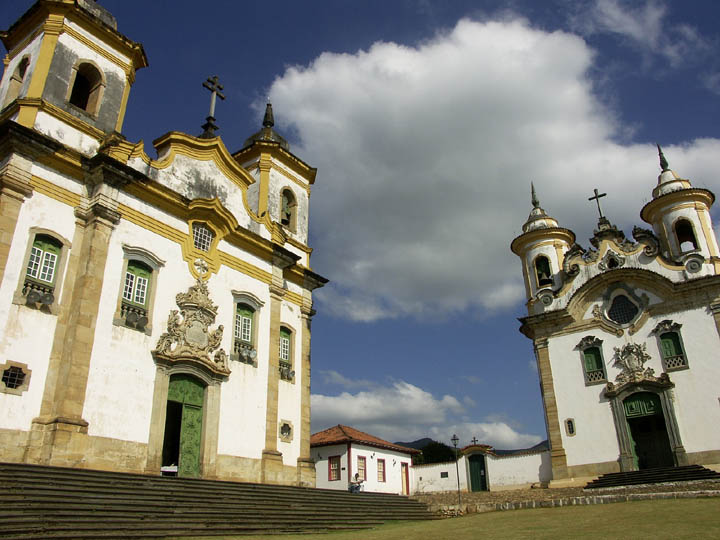
Две барочные церкви в историческом центре города Мариана, Бразилия

Regional CNBB Leste 2.

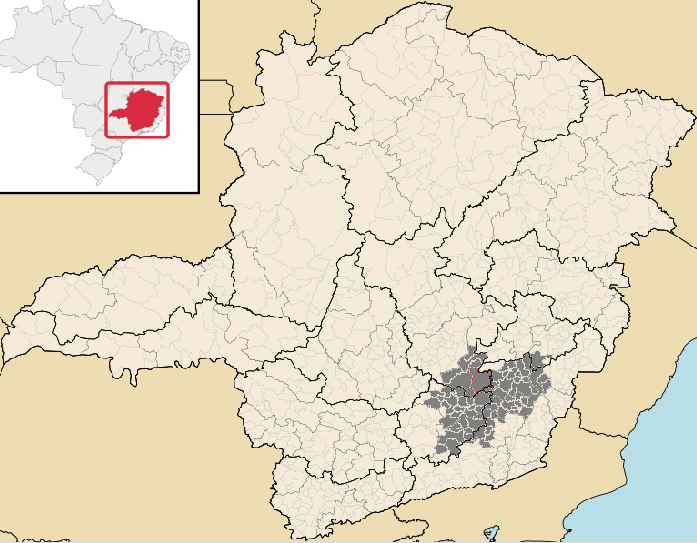
Архиепархия Марианы.

 Архиепархия Марианы  (лат. Archidioecesis Marianensis) — архиепархия Римско-Католической церкви с центром в городе Мариана, Бразилия. В митрополию Марианы входят епархии Говернадор-Валадариса, Итабира-Фабрисиану, Каратинги. Кафедральным собором архиепархии Марианы является церковь Успения Пресвятой Девы Марии.

## История
6 декабря 1745 года Римский папа Бенедикт XIV издал бреве «Candor lucis aeternae», которой учредил епархию Марианы, выделив её из епархии Сан-Себастьян-до-Рио-де-Жанейро. Первоначально епархия Марианы входила в митрополию Сан-Салвадора-да-Баия.
27 апреля 1892 года епархия Марианы вошла в архиепархию Рио-де-Жанейро.
1 мая 1906 года Римский папа Пий X выпустил буллу «Sempiternam humani generis», которой возвёл епархию Марианы в ранг архиепархии.
В следующие годы епархия (архиепархия) Марианы передала часть своей территории в пользу возведения новых церковных структур:
- 6 июня 1854 года — епархии Диамантины;
- 4 августа 1900 года — епархии Позу-Алегри;
- 15 декабря 1915 года — епархии Каратинги;
- 18 июля 1918 года — епархии Епархия Аьеррадо (сегодня — Епархия Луса);
- 11 февраля 1921 года — епархии Белу-Оризонти;
- 1 февраля 1924 года — епархии Жуис-ди-Форы;
- 28 марта 1942 года — епархии Леополдины;
- 21 мая 1960 года — епархии Сан-Жуан-дел-Рея
- 14 июня 1965 года — епархии Итабиры (сегодня — Епархия Итабира-Фабрисиану).

## Ординарии архиепархии
- епископ Manoel da Cruz Nogueira (1745—1764);
- епископ Joaquim Borges de Figueroa (1771—1773);
- епископ Bartolomeu Manoel Mendes dos Reis (1773—1778);
- епископ Domingos da Encarnação Pontevel (1779—1795);
- епископ Cypriano de São José (1797—1817);
- епископ José da Santíssima Trindade Leite (1819—1835);
- епископ Carlos Pereira Freire de Moura (1840);
- епископ Antônio Ferreira Viçoso (1844—1875);
- епископ Antônio Maria Corrêa de Sá e Benevides (1877—1896);
- епископ Silvério Gomes Pimenta (1897—1906);
- архиепископ Silvério Gomes Pimenta (1906—1922);
- архиепископ Helvécio Gomes de Oliveira (1922—1960);
- архиепископ Oscar de Oliveira (1960—1988);
- архиепископ Luciano Pedro Mendes de Almeida (1988—2006);
- архиепископ Geraldo Lyrio Rocha (11.04.2007 — 25.04.2018, в отставке);
- архиепископ Airton José dos Santos (25.04.2018 — по настоящее время).

## Источник
- Annuario Pontificio, Libreria Editrice Vaticana, Città del Vaticano, 2003, ISBN 88-209-7422-3
- Бреве Candor lucis aeternae, Raffaele de Martinis, Iuris pontificii de propaganda fide. Pars prima, Tomo III, Romae 1890, p. 304  (лат.)